# Jaume Ferran i Clua
Jaume Ferran i Clua (Corbera d'Ebre, 1º febbraio 1851 – Barcellona, 22 novembre 1929) è stato un batteriologo spagnolo, oltre che igienista, che scoprì il vaccino contro il colera ed approfondì lo studio del tifo e della tubercolosi.

## Biografia
Jaume Ferran i Clua nasce a Corbera d'Ebre, Tarragona. Figlio del medico del paese, a scuola mostrò sin da subito abilità nel disegnare. Dapprima frequentò la scuola di San Luis Gonzaga di Tortosa e successivamente, una volta terminati gli studi, si iscrisse alla facoltà di medicina all'Università di Barcellona, dove fu tra i primi studenti ad utilizzare il microscopio come strumento diagnostico. Fu in questo periodo che conobbe José de Latamendi, un professore molto popolare a quel tempo.
Nel 1874 Ferran iniziò una breve ma brillante carriera come medico nella sua terra nativa che però dovette interrompere nel 1875, quando si trasferì a Tortosa per diventare il direttore dell'ospedale municipale, oltre per ricoprire altri ruoli ufficiali.
In questo periodo arricchì la sua pratica privata, offrendo i servizi più aggiornati, tra cui elettroterapia, idroterapia e oftalmologia.
Durante il decennio della sua permanenza a Tortosa, Ferràn e il suo amico chimico Paulì mostrarono notevoli capacità inventive in molti settori, tra cui la fotografia e la telefonia. I due amici studiarono gli esperimenti di Pasteur leggendo il Comptes Rendus, diventando così i primi in Spagna a produrre vaccini contro il bestiame antrace e l'erisipela suina. Fu così che nel 1874 gli fu assegnato un premio dall'Accademia di medicina di Madrid per un documento sulle nuove ipotesi eziologiche. Egli capì che i batteri sono una specie vegetale. Morì il 22 novembre 1929 a Barcellona all'età di 78 anni.

### Ferràn e il "colera"
Nel 1885, la carriera di Ferran subì un brusco cambiamento dopo lo scoppio di un'epidemia di colera. Usando delle cavie, Ferran e Paulì, furono i primi a determinare che l'iniezione sottocutanea di una limitata quantità di una coltura pura del bacillo del colera era più vantaggiosa rispetto ad un'ulteriore iniezione intraperitoneale di grandi quantità della coltura stessa. Successivamente testò lo stesso vaccino sull'essere umano, iniziando da se stesso, dimostrando che il colera umano non si sarebbe sviluppato come risultato e che gli effetti patologici transitori erano trascurabili. 
Nel marzo del 1885, sostenuto dall'Accademia di Medicina di Barcellona, Ferran pubblicò i suoi risultati all'accademia delle scienze di Parigi.
Dopo pochi giorni, dato che il colera si ripresentò nuovamente in alcuni villaggi della provincia di Valencia Ferràn fu ufficialmente convocato dopo l'intermediazione attiva di Gimeno, un professore di terapeutica dell'Università di Valencia.
All'inizio di agosto, circa trentamila persone erano state inoculate con il vaccino.

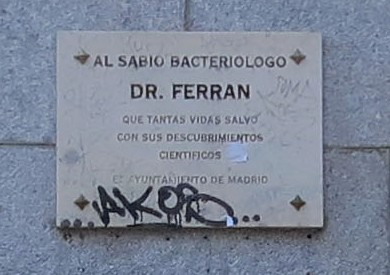
Dedicata al dottore "che salvò molte vite con le sue scoperte scientifiche"

Nonostante il suo successo, diversi ricercatori crederono che il metodo usato da Ferran fosse pericoloso e di conseguenza il governo proibì la vaccinazione. Alcuni infatti criticarono la velocità di attuazione del vaccino negli esseri umani solo dopo pochi esperimenti fatti sugli animali. Altri sottolinearono la natura non sicura dei materiali impiegati, criticando la mancanza di mezzi appropriati per valutare gli effetti dell'inoculazione (medicina). In mezzo ad un'accesa polemica contaminata anche dalla politica, Ferran fu costretto il 24 luglio a limitare l'uso del vaccino ai suoi pazienti e di conseguenza abbandonò qualsiasi ulteriore tentativo di migliorarlo.
Riconosciute le sue carenze tecniche, come la mancanza di procedure standardizzate, presentò una proposta all'Accademia francese delle scienze (che fu accettata dalla comunità scientifica solo dopo molti anni) riguardo all'uso di un vaccino orale e alla potenza di una coltura morta per generare immunità.
Nel 1903, come mostrato da corrispondenze private negli archivi del Museo catalano della storia della medicina, ebbe il sostegno di alcuni leader internazionali del settore, tra cui Roux e Ehrlich. Così nel 1907 gli fu assegnato il premio Bréant per i suoi esperimenti contro il colera.

### Controversie su metodi e abilità
Tra il 1887 e il 1890, Ferran produsse inoltre una serie di sfortunati vaccini contro la febbre gialla, difterite, febbre tifoidea e la peste.
Alla fine del secolo però il giudizio critico dell'impazienza di Ferran per la sperimentazione sugli esseri umani culminò con la messa in discussione delle sue abilità e dei suoi metodi da parte di figure influenti tra cui Santiago Ramón y Cajal.
Infatti, quando la maggioranza del concilio di Barcellona passò nelle mani dei repubblicani, Ferran fu perseguitato per cattiva amministrazione e cacciato dall'istituto comunale nel 1905. Da quel momento in poi si dedicò esclusivamente al suo Istituto, continuando a produrre vaccini e a fornire servizi come se fosse un'istituzione pubblica.

### La battaglia contro la "tubercolosi"
Ferran è inoltre ricordato per la sua battaglia contro la tubercolosi. 
Egli iniziò a lavorarci intorno al 1897, sviluppando una nuova completa morfologia del bacillo, che fu completata nel 1905. Il ciclo evolutivo consisteva di cinque passaggi, con differenti effetti patologici e immunologici sul corpo umano.
Dopo vari esperimenti scoprì il vaccino che avrebbe impedito il diffondersi della malattia nei bambini. Con la convenzione delle autorità nazionali, effettuò vari test del vaccino in tre città spagnole (Alzira, Alberic e Palma di Maiorca) inoculandolo in più di 19.000 persone. Negli anni venti il vaccino fu ampiamente impiegato in Spagna e in altre nazioni come l'Uruguay e l'Argentina.

## Opere principali
- 1886 - La inoculatiòn preventiva contro él còlera morbo asiàtico
- 1889 - Estudios acerca de la rabia y su profilaxis
- 1910 - Errores doctrinales concernientes a la tubercolosis y a su bacilo

## Riconoscimenti

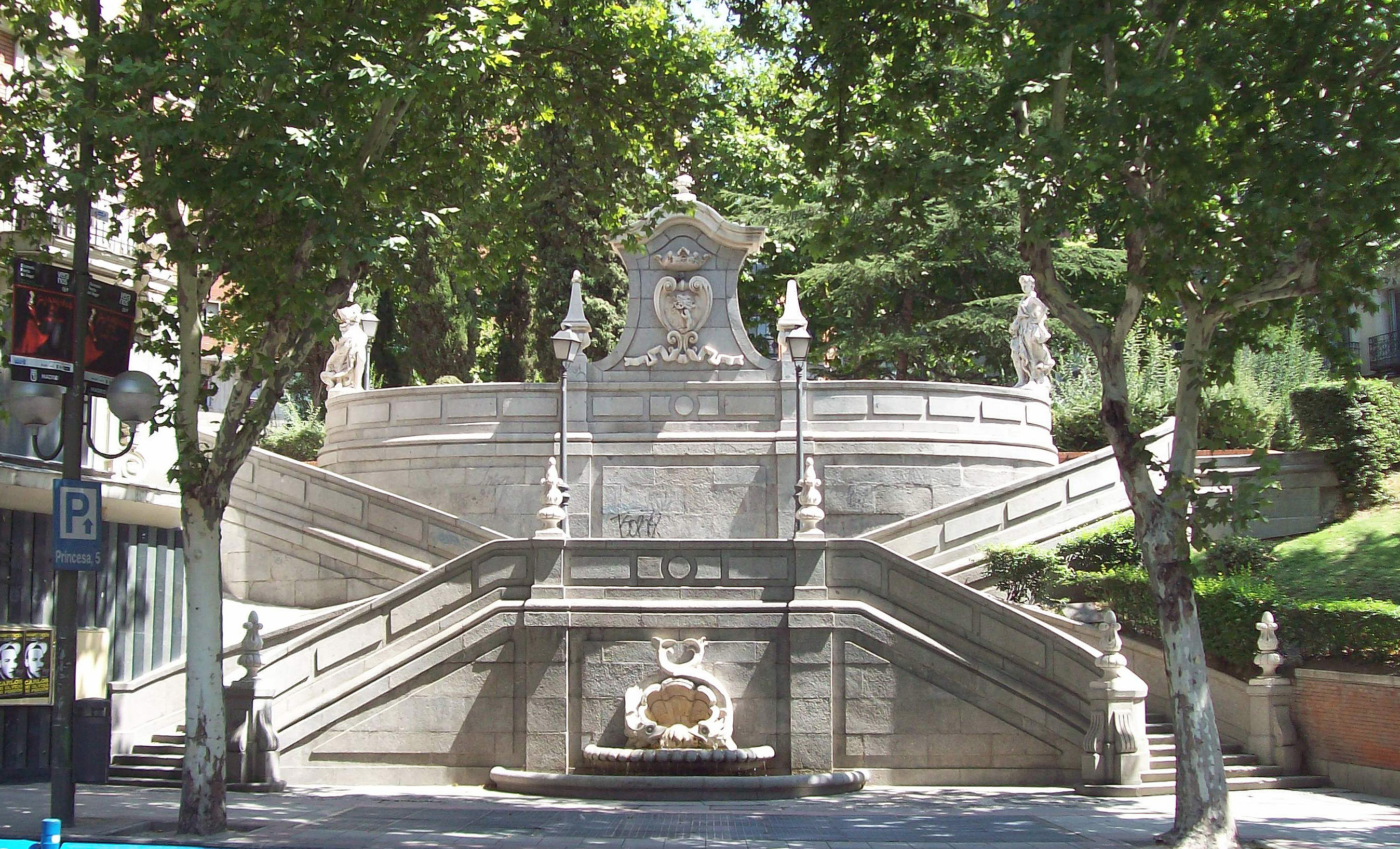
Monumento a Jaume Ferran i Clua situato a Madrid

- Nel 1907 l'Accademia delle Scienze di Parigi gli ha assegnato il premio Bréant.
- L'8 luglio 1952 il FNMT ha emesso una serie di due francobolli, uno dedicato a Dr. Jaume Ferràn y Clua e l'altro al Dr. Santiago Ramón y Cajal.
- Nel 1952 venne eretto un monumento in suo onore presso Calle de la Princesa a Madrid.
- Un premio di ricerca concesso dalla Società Spagnola di Microbiologia porta il suo nome.